# Ovaliptila wettsteini
Ovaliptila wettsteini är en insektsart som först beskrevs av Werner 1934.  Ovaliptila wettsteini ingår i släktet Ovaliptila och familjen syrsor. Inga underarter finns listade i Catalogue of Life.